# Raphael Warnock
Raphael Warnock (Savannah, Geórgia, 23 de julho de 1969) é um pastor batista estadunidense. 
É o pastor sênior da Igreja Batista Ebenézer de Atlanta desde 2005. É senador da Geórgia desde 2021.

## Biografia
Raphael Warnock nasceu em Savannah em Geórgia (Estados Unidos). Ele obteve um bacharelado em artes em psicologia no Morehouse College em 1991.  Passou a ganhar um mestrado (Master of Divinity) e um Master e um Doctor of Philosophy do Union Theological Seminary, uma escola afiliada à Columbia University.

### Ministério
Na década de 1990, se tornou pastor de jovens e mais tarde pastor associado na Abyssinian Baptist Church em Nova York. Em 2001, se tornou pastor sênior na Douglas Memorial Community Church em Baltimore, Maryland. Em 2005, Warnock tornou-se pastor sênior da Igreja Batista Ebenézer de Atlanta.